# Samuel Brolin
Samuel Erik Oskar Brolin (29 september 2000) is een Zweedse doelman die speelt voor Kalmar FF in de Allsvenskan.

## Carrière
Brolin begon zijn voetbalcarrière op vijfjarige leeftijd bij IFK Stocksund. Op 15-jarige leeftijd stapte hij over naar AIK, waar hij later met het U16-team van de club kampioen van Zweden werd. Hij maakte zijn debuut voor het A-team van AIK in een oefenwedstrijd tegen Sollentuna FK in november 2017. Sindsdien is Brolin vier keer verhuurd. Eerst aan Vasalunds IF in Divisie 1, toen aan Akropolis IF in de Superettan en vervolgens aan Mjällby AIF in de Allsvenskan. Als laatste werd hij uitgeleend aan AC Horsens uit Denemarken. 
Bij Akropolis beleefde hij in het seizoen 2020 zijn grote doorbraak. Hij speelde alle wedstrijden en noteerde een reddingspercentage van 75,81%. Daarmee was hij de op twee na beste keeper in de competitie. De meeste mensen dachten dat Brolin bij AIK zou blijven na zijn succes bij Akropolis, maar dat was niet het geval. Brolin werd in december 2020 uitgeleend aan de Zweedse club Mjällby AIF.
Na afloop van het seizoen 2023 liet Brolin AIK definitief achter zich. Hij tekende een contract bij Kalmar FF, waar hij de opvolger is van Ricardo Friedrich.

## Interlandcarrière
Brolin heeft het Zweedse jeugdteam op verschillende niveaus vertegenwoordigd. Hij speelde bijvoorbeeld 7 wedstrijden voor het U17-team en 9 wedstrijden voor het U19-team. Momenteel bewaakt Brolin het doel van Zweden U21, waar hij tot nu toe 10 wedstrijden heeft gespeeld. Ook maakte hij deel uit van de selectie van het Zweeds voetbalelftal voor het trainingskamp in januari 2024.